# Marina (1980)
Marina é uma telenovela brasileira produzida e exibida pela TV Globo de 26 de maio a 8 de novembro de 1980, em 137 capítulos. Substituiu Olhai os Lírios do Campo e foi substituída por As Três Marias, sendo a 20ª "novela das seis" exibida pela emissora. 
Escrita por Wilson Aguiar Filho, é baseada no romance Marina Marina de Carlos Heitor Cony e Sulema Mendes, com direção geral de Herval Rossano.
Conta com  Denise Dumont, Lauro Corona, Carlos Zara, Norma Blum, Oswaldo Loureiro, Élida L'Astorina, Edson Celulari e Glauce Graieb nos papéis principais.

## Enredo
Estevão (Carlos Zara) é um escritor renomado e decidiu deixar a cidade grande para viver em uma ilha distante com a filha Marina (Denise Dumont), na tentativa de resguardá-la dos comentários maldosos a respeito da morte de sua esposa. Marina cresce em total liberdade e em contato com a natureza. A garota estuda em um colégio na ilha e dá aulas para os filhos dos pescadores. Os seus únicos amigos são Tonho (Fábio Mássimo), um jovem pescador da região, e o cachorro Fausto. Estevão tenta suprir a falta de escola transmitindo todo tipo de conhecimento à filha. Porém, sentindo-se culpado por tê-la afastado da cidade, manda Marina de volta para completar os estudos no Rio de Janeiro, indo morar na casa dos padrinhos Otávio (Antônio Patiño) e Anita (Beatriz Lyra).
Marina sofre com o distanciamento imposto pelo pai: sente saudade dele, de Tonho, da natureza e de todo o universo que a cercava na ilha, e sofre, também, com a necessidade de se adaptar às novas condições de vida. Na casa dos padrinhos, não é bem recebida pelos filhos do casal, Adriana (Tetê Pritzl) e Luís (Haroldo Botta). Somente a filha mais nova, Soninha (Monique Curi), a trata com carinho. Na escola, faz amizade com Lelena (Íris Nascimento), uma jovem negra que luta contra o preconceito da maioria dos seus colegas. Marina também sofre preconceito no colégio pelo seu comportamento simples, e logo conhece Marcelo (Lauro Corona), um rapaz mimado que sofre com a separação dos pais. Ao contrário de seus colegas, Marcelo se encanta pelos modos simples de Marina. Os dois acabam se apaixonando. Mas a ex-namorada de Marcelo, Vera (Élida L'Astorina), não se conforma com o romance e vive tentando separar o casal.
Sônia (Norma Blum) era uma grande amiga da mãe de Marina, Rosa (Mônica Torres), e se casou, tempos depois, com Estevão. Ela acompanhou de perto as dificuldades no relacionamento do escritor e da mulher. Com o passar do tempo, Sônia revela para Marina que se apaixonou por Estevão na mesma época que Rosa, mas decidiu viajar para a Europa com o objetivo de esquecê-lo. De volta ao Brasil, Sônia percebeu que não se desligara de Estevão. Sônia tentou se afastar de Rosa, que já enfrentava sérios problemas psicológicos, mas não conseguiu. Um dia, ela não foi se encontrar com a mãe de Marina, por achar que Rosa fingia passar mal. Rosa acabou se suicidando naquele dia. Desde então, Sônia passou a sentir-se responsável por não ter ajudado a amiga. Ela só consegue se livrar do sentimento de culpa após contar a verdade a Estevão e Marina.

## Elenco
| Ator/Atriz       | Personagem                  |
| ---------------- | --------------------------- |
| Denise Dumont    | Marina                      |
| Lauro Corona     | Marcelo                     |
| Carlos Zara      | Estevão                     |
| Norma Blum       | Sônia                       |
| Oswaldo Loureiro | Carlos Eduardo              |
| Élida L'Astorina | Vera                        |
| Edson Celulari   | Ivan                        |
| Glauce Graieb    | Marlene Noronha             |
| Beth Goulart     | Fernanda                    |
| Fábio Junqueira  | José                        |
| Antônio Patiño   | Otávio                      |
| Beatriz Lyra     | Anita                       |
| Tetê Pritzl      | Adriana                     |
| Haroldo Botta    | Luís                        |
| Íris Nascimento  | Lelena                      |
| Zaira Zambelli   | Maria                       |
| Eduardo Tornaghi | Paulo                       |
| Isis Koschdoski  | Gilda                       |
| Milton Moraes    | Mário                       |
| Suely Franco     | Donana (Ana)                |
| Castro Gonzaga   | João                        |
| Maria Pompeu     | Matilde                     |
| Fábio Mássimo    | Antonio (Tonho)             |
| Léa Garcia       | Leila                       |
| Roberto de Cleto | Armando Noronha             |
| Célia Biar       | Rita                        |
| Rosana Penna     | Diana                       |
| Élcio Romar      | John Wayne                  |
| Lúcia Veríssimo  | Ana Noronha                 |
| Ankito           | Pirulito                    |
| Germano Filho    | Aluísio Noronha             |
| Lourdes Mayer    | Felícia                     |
| Luca de Castro   | Rony                        |
| Fernando José    | Demóclito                   |
| Vera Gimenez     | Condessa Ingrid Von Strauss |
| Cristina Freire  | Alice                       |
| Paulo Pinheiro   |                             |
| Magda Teles      | Magda                       |
| Monique Curi     | Soninha (Sônia)             |
| Mônica Torres    | Rosa                        |

## Produção
O romance original, escrito por Carlos Heitor Cony e Sulema Mendes, serviu apenas como base para o texto criado por Wilson Aguiar Filho. O autor comentou numa entrevista para o Jornal do Brasil, publicada em 25 de maio de 1980, que "A maioria dos personagens não existe no livro, foram criados. Outros, que eram só sugeridos, passam a ter vida própria e papel importante na trama. Marina é, praticamente, um original".
Marina marcou o retorno de enredos contemporâneos para o horário das 18 horas. A última — desde que a faixa passou a ser dedicada exclusivamente às novelas, em 1975 — foi Dona Xepa, em 1977. Consequentemente, foi uma das primeiras produções do horário a abordar questões sociais contemporâneas em seu entrecho, como alcoolismo, preconceito racial, feminismo, machismo, problemas de relacionamento entre filhos de pais separados e romance com diferença de idade.
A novela também buscava reproduzir a sucesso de Água Viva, na época exibida no horário das 20 horas. Para isso, era ambientada quase que nos mesmos cenários: as praias cariocas. Enquanto o windsurf e a pesca submarina eram os esportes enfatizados em Água Viva, a equitação foi um dos atrativos de Marina. No entanto, a fórmula não deu certo no horário das 18 horas.
Dos 137 capítulos originais, apenas 6 foram preservados no acervo da TV Globo, enquanto a versão internacional encontra-se disponível na íntegra.

## Música
Lista de faixas
| N.º | Título                       | Música                    | Personagem tema  | Duração |  |
| 1.  | "Doce Vida"                  | Marina Lima               | Marina           | 3:56    |  |
| 2.  | "Aquela Coisa Toda"          | Oswaldo Montenegro        | Estevão e Sônia  | 4:04    |  |
| 3.  | "É Difícil Dizer"            | Evinha                    |                  | 3:04    |  |
| 4.  | "Velho Camarada"             | Fábio, Tom Jobim e Hyldon | Marina e Tonho   | 3:21    |  |
| 5.  | "Mistérios"                  | Joyce                     | Marina e Marcelo | 4:35    |  |
| 6.  | "Sol de Primavera"           | Beto Guedes               | Abertura         | 2:54    |  |
| 7.  | "Lembranças"                 | Kátia                     | Marlene          | 3:51    |  |
| 8.  | "Amor Natural"               | Banda Black Rio           | Vera e Marcelo   | 4:06    |  |
| 9.  | "Velas Içadas"               | Ivan Lins                 | Adriana          | 3:34    |  |
| 10. | "Quero Me Entregar pra Você" | Ronaldo Resedá            | Fernanda         | 6:14    |  |
| 11. | "Meu Coração"                | Pepeu Gomes               | Ivan             | 4:13    |  |
| 12. | "Caminhos Cruzados"          | Maria Martha              | Maria            | 3:10    |  |

- Sonoplastia: Sérgio Cuíca
- Trilha incidental: Octávio Burnier
- Direção de produção: Guto Graça Mello
- Pesquisa de repertório: Lulu Santos